# Andrea Rubio
Andrea Valentina Rubio Armas (Caracas, 27 de novembro de 1998) é uma modelo e rainha da beleza venezuelana, vencedora do concurso Miss Internacional 2023. Rubio foi anteriormente vencedor do Miss Internacional Venezuela 2022.

## Biografia
Rubio nasceu em Caracas, Felipe Rubio e Marisela Armas. Ela se formou na Universidade de La Sabana em Chía, Colômbia, em comunicação audiovisual e multimídia com ênfase em responsabilidade social corporativa.
No dia 16 de novembro de 2022, Rubio representou a Portuguesa no Miss Venezuela 2022 e competiu contra outras 24 candidatas no Poliedro de Caracas, em Caracas, onde conquistou o título de Miss Internacional Venezuela 2022 e foi sucedida por Isbel Parra. Como Miss Venezuela Internacional, Rubio ganhou o Miss Internacional 2023 e foi sucedida por Jasmin Selberg da Alemanha, tornando-a a nona venezuelana a vencer o concurso.